# Bergas Kidul
Bergas Kidul is een bestuurslaag in het regentschap Semarang van de provincie Midden-Java, Indonesië. Bergas Kidul telt 6375 inwoners (volkstelling 2010).